# Międzylesie (gmina Włoszczowa)
Międzylesie – wieś sołecka w Polsce położona w województwie świętokrzyskim, w powiecie włoszczowskim, w gminie Włoszczowa.
W latach 1975–1998 miejscowość administracyjnie należała do województwa kieleckiego.
Przez miejscowość przebiega droga wojewódzka nr 742.

## Części wsi
| SIMC    | Nazwa   | Rodzaj     |
| ------- | ------- | ---------- |
| 0278422 | Mchowie | przysiółek |
| 0278416 | Wólka   | część wsi  |

## Historia
Międzylesie wieś w powiecie włoszczowskim, gminie i parafii Kurzelów. Znana w wieku XVI.
W 1827 r. wieś rządowa posiadała 16 domów 104 mieszkańców. Wspomina tę wieś liber beneficiorum Łaskiego (T.I s.356).
Według spisu powszechnego z roku 1921 miejscowość Międzylesie - wieś, posiadała 41 domów i 253 mieszkańców